# Мафи, Тахира
Тахира Мафи (англ. Tahereh Mafi; р. 1988, Коннектикут, США) — ирано-американская писательница, известная благодаря своему романтическому циклу книг-антиутопий «Разрушь меня», вошедшему в список бестселлеров по версии The New York Times.

## Биография
Тахира Мафи крайне неохотно рассказывает о себе и своей жизни. Тахира родилась в Коннектикуте 9 ноября 1988 года, но позже переехала в Калифорнию. В 2013 году Тахира вышла замуж за американского писателя и сценариста Ренсома Риггза и вместе с мужем переехала в Лос-Анджелес.
В данный момент Тахира Мафи с мужем живет в Ирвайне (штат Калифорния). 30 мая 2017 года у них родилась дочь Лейла.